# این مردم نازنین
کتاب این مردم نازنین گزیده‌ای از خاطرات جالب رضا کیانیان است.

## محتوا
رضا کیانیان «این مردم نازنین» شامل حدود صد خاطره از رضا کیانیان است، روایاتی از اتفاقات جالبی که در مواجههٔ مردم با این سوپراستار محبوب سینما رخ داده‌است؛ و اصل جذابیت کتاب هم هم‌این‌جاست! درواقع، می‌توان گفت مهم‌ترین گیرایی کتاب، لذت فضولی و سرک‌کشیدن در زندگی یک آدم مشهور است؛ آن هم آدم مشهوری به نام رضا کیانیان، که یکی از مطرح‌ترین، خبره‌ترین، و محبوب‌ترین هنرپیشه‌های مرد بعد از انقلاب است.
با خواندن «این مردم نازنین» می‌توانیم تاحدودی از طعم شهرت باخبر شویم و شیرینی‌ها و تلخی‌های آن را به‌تر بشناسیم. می‌توانیم بفهمیم افراد معروف چه حسی دارند وقتی در کوچه و خیابان از آن‌ها تقاضای امضا دادن یا عکس گرفتن می‌کنند، چه‌طور خرید می‌کنند، در سفرهای‌شان با چه معذورات و چه شانس‌هایی مواجه‌اند و به‌طور کلی، وقتی از نقش‌شان خارج می‌شوند و پا به جامعهٔ واقعی می‌گذارند، چه اتفاقاتی برای‌شان رخ می‌دهد.
کتاب با این خاطره شروع می‌شود:
(به طرف پارک لاله می‌رفتم، سر خیابان توس، سه تا دختر دبیرستانی مرا دیدند و جیغ زدند!
بالاخره آن اتفاق جادویی افتاد. دختران با دیدن من جیغ زدند. خوش‌حال شدم. خیلی. شهرت به سراغ من آمده بود. در پیاده‌رو می‌رفتم. طعم شهرت را مزه مزه می‌کردم. شیرین بود. مثل همیشه خیالم به پرواز درآمد. رفتم به آینده. به شهرتی غلیظ تر. بیشتر و بیشتر. تا این که از خودم پرسیم همین را می‌خواستی؟ کمی در ذهنم مکث کردم. جواب‌ها را سنگین و سبک کردم و...)